# Маркус фон Баден
Маркус фон Баден  (на немски: Markus von Baden, * 1434, † 1 септември 1478) от род Церинги, е маркграф на Баден и каноник в епископия Лиеж.

## Произход
Той е петият син на Якоб I фон Баден (1407 – 1453), маркграф на Баден, и съпругата му Катарина от Лотарингия (1407 – 1439), втората дъщеря на херцог Карл II от Горна Лотарингия (1364 – 1431) от фамилията Дом Шатеноа и съпругата му Маргарете от Пфалц (1376 – 1434), дъщеря на крал Рупрехт от род Вителсбахи и на Елизабет от Хоенцолерн. Брат е на Карл I (1427 – 1475), Бернхард II (1428 – 1458), архиепископа на Трир Йохан II (1430 – 1503), епископа на Мец Георг (1433 – 1484), Маргарета (1431 – 1457) и Матилда († 1485), абатеса в Трир.